# Akizuki Tanenaga
Akizuki Tanenaga (秋月种长, ,17 de março de 1567 - 19 de julho de 1614) foi um samurai e Daimyō no  final do Período Sengoku e início do Período Edo da história do Japão.
Tanenaga serviu sob as ordens de Kuroda Nagamasa durante a Guerra Imjin (1592-1598) . Durante a Batalha de Sekigahara (1600) ficou do lado de Ishida Mitsunari.
Tanenaga foi o  oficialmente o primeiro Daimyō do Domínio de Takanabe na Província de Hyuga , na ilha de Kyūshū já que o domínio tornou-se oficialmente reconhecido em 1674, 69 anos depois das terras serem dadas a Akizuki Tanezane por Toyotomi Hideyoshi. . 
| Precedido por Ninguém | Daimyō de Takanabe 1587-1614 | Sucedido por Akizuki Taneharu |